# Кристенсен, Фредерик (футболист, 2002)
Фредерик Эрсёэ Кристенсен (дат. Frederik Ørsøe Christensen; род. 7 июня 2002, Икаст, Рингкёбинг) — датский футболист, полузащитник шведской «Броммапойкарны».

## Клубная карьера
Футболом начал заниматься в футбольном клубе «Икаст», откуда в 13-летнем возрасте перешёл в детскую команду «Мидтьюлланна». Принимал участие в играх юношеской лиги УЕФА, проведя в этом турнире три матча.
В июне 2021 года перешёл в «Виборг», с которым заключил соглашение на один год. Первую игру за новый клуб провёл 2 сентября в кубке страны против «Фредерисии». 28 ноября во встрече с «Сённерйюском» дебютировал в датской Суперлиге. В июле 2022 года перешёл в клуб первого дивизиона «Фредерисии», с которым подписал однолетний контракт.
3 января 2024 года перешёл в шведскую «Броммапойкарну», подписав контракт до конца 2026 года.

## Клубная статистика
| Выступление      | Выступление      | Выступление      | Лига | Лига | Кубки | Кубки | Конт. кубки | Конт. кубки | Итого | Итого |
| Клуб             | Лига             | Сезон            | Игры | Голы | Игры  | Голы  | Игры        | Голы        | Игры  | Голы  |
| ---------------- | ---------------- | ---------------- | ---- | ---- | ----- | ----- | ----------- | ----------- | ----- | ----- |
| Виборг           | Суперлига        | 2021/22          | 1    | 0    | 1     | 0     | 0           | 0           | 2     | 0     |
| Виборг           | Итого            | Итого            | 1    | 0    | 1     | 0     | 0           | 0           | 2     | 0     |
| Фредерисия       | 1-й дивизион     | 2022/23          | 28   | 1    | 2     | 0     | 0           | 0           | 30    | 1     |
| Фредерисия       | 1-й дивизион     | 2023/24          | 18   | 0    | 6     | 1     | 0           | 0           | 24    | 1     |
| Фредерисия       | Итого            | Итого            | 46   | 1    | 8     | 1     | 0           | 0           | 54    | 2     |
| Броммапойкарна   | Алльсвенскан     | 2024             | 0    | 0    | 0     | 0     | 0           | 0           | 0     | 0     |
| Броммапойкарна   | Итого            | Итого            | 0    | 0    | 0     | 0     | 0           | 0           | 0     | 0     |
| Всего за карьеру | Всего за карьеру | Всего за карьеру | 47   | 1    | 9     | 1     | 0           | 0           | 56    | 2     |